# Прудников, Андрей Михайлович
Андре́й Миха́йлович Пру́дников (род. 13 июля 1977, Тверь, Россия) — российский хоккеист. Нападающий сборной России по сурдохоккею. Чемпион зимних Сурдлимпийских игр (2015), чемпион мира (2013) и Европы (2004), заслуженный мастер спорта России. Чемпион России по хоккею с шайбой (спорт глухих).
Член сурдлимпийской сборной команды России с 2003 по 2015 год.

## Награды и спортивные звания
- Почётная грамота Президента Российской Федерации (8 апреля 2015 года) — за выдающийся вклад в повышение авторитета Российской Федерации и российского спорта на международном уровне и высокие спортивные достижения на XVIII Сурдлимпийских зимних играх 2015 года[2].
- Знак Губернатора Тверской области «Во благо земли Тверской» (14 апреля 2015 года)[3]
- Заслуженный мастер спорта России (2007).